# Фойба

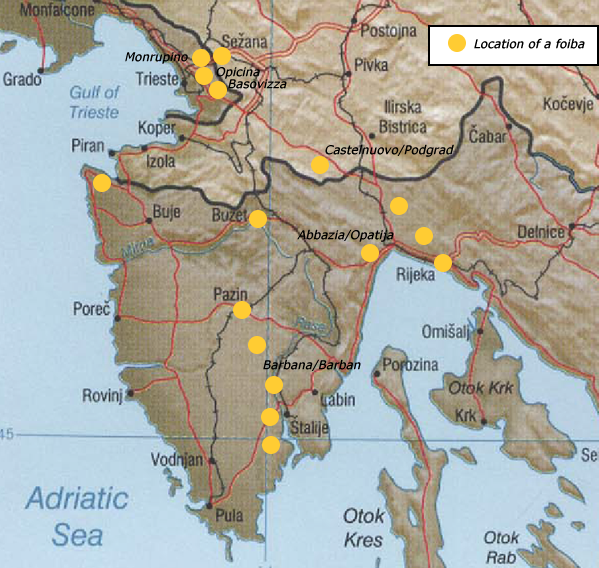
Места массовых захоронений в Истрии.

Фойба — термин, который в итальянском, хорватском и словенском языках изначально означал «карстовый провал», однако с августа 1945 года в итальянской прессе, а сейчас и в современной историографии этих стран также означает места массовых захоронений жертв этнических чисток (в основном итальянского населения), осуществлённых югославскими партизанами на полуострове Истрия и в прилежащих регионах во время Второй мировой войны и сразу после неё.

## Предыстория

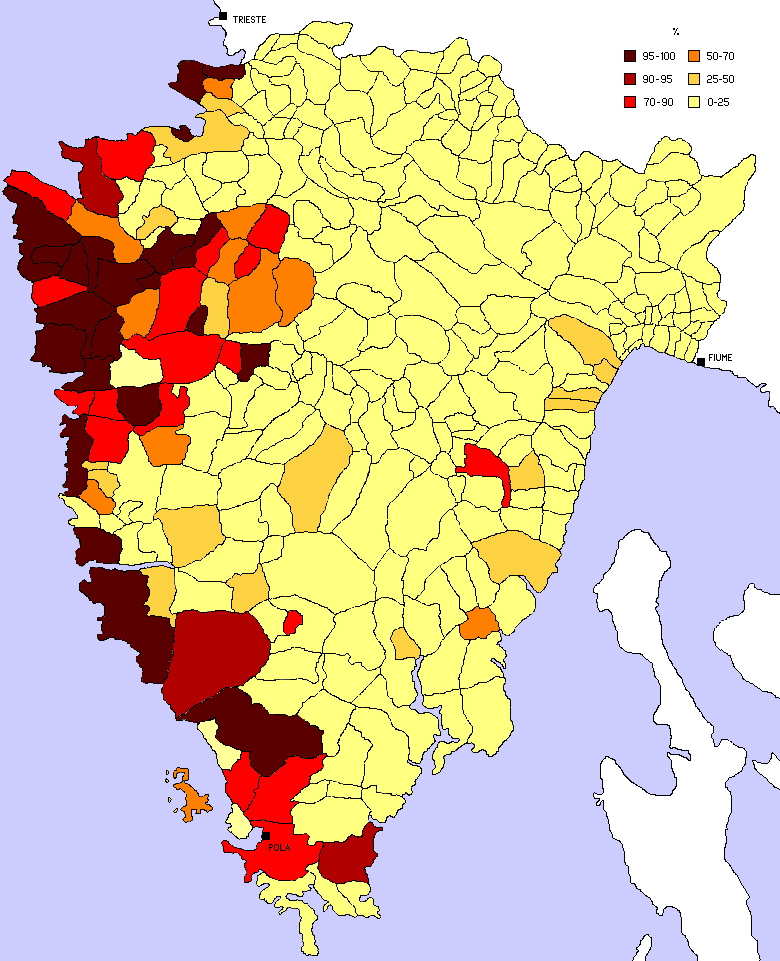
Итальянцы в Истрии (перепись 1910 года)

В первой половине XX века население Истрии было смешанным славянско-итальянским, причём итальянцы жили в основном вдоль западного побережья Истрии. После поражения Австро-Венгрии в Первой мировой войне и её раздела Истрия стали предметом спора между Италией и Югославией, и к 1924 году Истрия полностью отошла к Италии. Сразу после этого режим Муссолини начал принудительную итальянизацию территории; под угрозой крупных штрафов местные славяне были вынуждены принимать итальянские имена, преподавание и делопроизводство было полностью переведено на итальянский язык.
В период 1941—1943 годов итальянские военные власти во главе с генералом Роатта осуществляли активные репрессии против местного славянского населения, создавая концентрационные лагеря (такие, как лагерь на острове Раб (англ.) и др.), где смертность заключённых достигала 15-18 %. Итальянские военные власти способствовали «очищению» территории от славян для дальнейшего заселения итальянцами. Ряд деревень были уничтожены, а их население было убито без суда и следствия. Однако, в послевоенный период генерал Роатта избежал ответственности за свои действия.

## Массовые убийства
Падение режима Муссолини и выход Италии из войны привели к параличу итальянской власти в Истрии, чем и воспользовались югославские партизаны, захватившие полуостров. Для того, чтобы не допустить возврата территории в состав Италии, партизаны начали выселять итальянское население, а сопротивлявшихся убивали. Большая часть массовых убийств произошла в тех районах, где итальянцы составляли меньшинство населения. Убийства почти не затронули западное побережье, где была сосредоточена основная масса итальянцев, за исключением территорий вокруг Триеста, представлявшего интерес для югославов. Большая часть убийств произошла на территориях, где преобладали хорваты; в местах проживания словенцев отмечены лишь единичные случаи.
Пик казней приходится на два момента: сентябрь 1943 года (в период между итальянским перемирием с 8 сентября и до немецкой оккупации, которая началась в октябре), а также массовые казни в мае 1945 года (во время и сразу после заключительных военных операций в Европе). В прочие военные периоды было отмечено всего несколько таких случаев. Большинство жертв в 1943 году были гражданскими лицами, которые были убиты во время национального восстания в Хорватии и Словении, и часто были жертвами сведения личных счётов. Жертвы 1945 года являются результатом захвата территории югославскими партизанами.

## Последствия
Массовые захоронения были практически сразу обнаружены немцами в ноябре 1943 года после их вступления на территорию Истрии; в каждом из захоронений было обнаружено несколько десятков тел. Последствия этнических чисток 1945 года также стали известны итальянцам практически сразу в результате того, что северо-западная часть Истрии (Триест и окрестности), которые в 1945 году контролировали югославские партизаны, были в итоге переданы Италии.
Существуют разные оценки количества жертв. Большинство итальянских авторов говорят о 4500-6000 человек (в Истрии, Триесте и на всей территории к западу от югославско-итальянской границы 1920−1924 годов, где действовали коммунистические партизаны), некоторые исследователи приводят и более крупные оценки.
Результатом действий партизан стал массовый исход итальянского населения из Истрии и Далмации.
Итальянцы соорудили памятные знаки на местах массовых убийств, расположенных в послевоенных границах Италии. Места захоронений посещали политики, включая высших лиц государства. На территории Югославии лишь после падения коммунизма хорватская и словенская историография начали систематически исследовать вопрос о жертвах партизанского движения.